# Game Boy Micro
Game Boy Micro (яп. ゲームボーイミクロ Гэ:му Бо:й Микуро) — портативная игровая консоль компании Nintendo, вторая серьёзная переработка Game Boy Advance, с акцентом на небольшом размере и «глянцевом» дизайне устройства. По словам Perrin Kaplan, исполнительного директора Nintendo of America, кодовым именем консоли было Oxygen; модель имеет обозначение «OXY-001» на задней панели.

## Технические характеристики
- Размеры: 50 × 101 × 17,2 мм, близко к размерам классического контроллера Nintendo Entertainment System и Nintendo Famicom
- Вес: 80 г
- Процессор: 32-разрядный ARM-процессор (ARM7TDMI) на частоте 16,78 МГц
- ОЗУ: 32 Кбайт, 256 Кбайт внешняя
- Цвет корпуса: различные цвета — серебристый, чёрный, синий, красный; сменные лицевые панели
- Экран: Sharp TFT с подсветкой, диагональ 51 мм (в GBA — 74 мм)
- Разрешение: 240 × 160 пикселей
- Цветовая палитра: 512 из возможных 32 тыс. цветов
- Питание: литиево-ионный аккумулятор; заряда хватает на 5 часов при максимальной громкости и яркости экрана, и на 8 часов игры при обычных настройках
- Совместимость: только GBA картриджи, не поддерживает Game Boy и Game Boy Color
- Также убрана возможность многопользовательской игры с помощью Link-кабеля и беспроводного модуля (был выпущен специальный модуль)